# Collision de l'aéroport de Tokyo-Haneda
La collision de l'aéroport de Tokyo-Haneda est un accident survenu le 2 janvier 2024, un Airbus A350-900 de Japan Airlines à l'atterrissage percutant un Bombardier Dash 8 des garde-côtes japonais sur une piste de cet aéroport international, à quelque trente kilomètres au sud-ouest de Tokyo, la capitale du Japon. 
Cinq des six membres d'équipage à bord du Dash 8 sont morts dans la collision, qui n'a fait que 14 blessés parmi les 367 passagers et douze membres d'équipage à bord de l'A350, qui a été détruit par l'incendie qui s'en est ensuivi.
C'est le premier accident impliquant un Airbus A350 et le premier de la compagnie japonaise depuis celui du vol Japan Airlines 123 en 1985.

## Avions impliqués

### A350
Il s'agissait d'un Airbus A350-941 effectuant le vol intérieur régulier Japan Airlines 516 entre Chitose et Tokyo. immatriculé JA13XJ avec le numéro de série 538, équipé de deux moteurs Rolls-Royce Trent XWB. L'avion avait effectué son premier vol en septembre 2021 avant d'être livré à la compagnie en novembre.

### Dash 8
Le Bombardier Dash 8-300, numéro de série 656, immatriculé JA722A, avait été livré en février 2009 aux garde-côtes du Japon,

## Accident

Aménagement de l'aéroport international de Tokyo-Haneda. L'accident s'est produit sur la piste 34R.

L'Airbus A350 du vol Japan Airlines 516 décolle de l'aéroport de Shin-Chitose, à Chitose, sur l'île d'Hokkaidō, à 16 h 27 JST (7 h 27 UTC). Vers 17 h 47 heure locale, au cours de son atterrissage sur la piste 34R de l'aéroport international de Tokyo-Haneda, il percute un Bombardier Dash 8-300 de la garde côtière du Japon, immobile sur la piste à cause d'une erreur de compréhension de leur part. Les 367 passagers et douze membres d'équipage sont évacués. Quatorze personnes ont été blessées dont quatre passagers qui ont été transportés vers un centre médical. L'Airbus, ravagé par les flammes, est détruit.
Les six membres d'équipage de l'aéronef de la garde côtière du Japon se préparaient à décoller en direction de la préfecture de Niigata pour apporter de l'aide aux victimes du séisme dans la péninsule de Noto survenu la veille. Seul le commandant du Dash 8 survit avec de graves blessures, les cinq autres personnes sont mortes.
Japan Airlines annonce le 3 janvier que deux animaux domestiques en soute de l'Airbus A350 n'ont pas pu être sauvés.

## Enquête
Le 6 janvier 2024, les enregistreurs de vol (l'enregistreur phonique et l'enregistreur de paramètres) sont retrouvés.
Le 24 juin 2024, le Ministère du Territoire, des Infrastructures, des Transports et du Tourisme publie le premier rapport intermédiaire. L'enquête met en évidence des problèmes tels que le manque de personnel rassemblé à l'aéroport et le retard dans l'acheminement des véhicules d'urgence. En outre, il a été révélé que plus de 100 véhicules d'urgence attendaient d'entrer dans l'aéroport et que plusieurs ambulances n'ont pas pu quitter l'aéroport pendant environ 30 minutes. Le ministère devrait réviser ses directives d'urgence d'ici le mois d'août et demande que le nombre de personnel disponible pour de telles urgences les jours fériés et la nuit soit augmenté,.

### Rapport préliminaire
Le 25 décembre 2024, le Bureau japonais de la sécurité des transports (Japan Transport Safety Board) a publié le premier rapport, selon lequel des erreurs humaines sont à l'origine de cet accident. En effet, le commandant de bord du Dash 8 avait cru à tort être autorisé à pénétrer sur la piste pour décoller, parce que le contrôleur lui avait accordé la priorité de décollage en raison de la nature de sa mission. Celui-ci n'avait pas tenu compte d'une alarme d’occupation de la piste qui avait retenti pendant plus d'une minute. Les pilotes de l'A350 n'ont pas aperçu le Dash 8 présent sur la piste, ce qui aurait pu éviter la collision mais que la mauvaise visibilité, au crépuscule après le coucher du soleil, sans clair de lune, rendait plus difficile. Le rapport final est attendu en 2025.